# Урбан, Йозеф
Йозеф Урбан (чеш. Josef Urban; 17 июня 1899, Храштяны, район Колин, Королевство Богемия, Австро-Венгрия — 2 сентября 1968, Прага, Чехословакия ) — чешский борец греко-римского стиля, серебряный призёр Олимпийских игр, неоднократный призёр чемпионатов Европы 

## Биография
Вскоре после Первой мировой войны Йозеф Урбан поступил на работу в полицию и работал регулировщиком.
В 1925 году завоевал первый национальный титул. В 1926 году стал серебряным призёром чемпионата Европы, в 1927 году — бронзовым.
На Летних Олимпийских играх 1928 года в Антверпене боролся в весовой категории свыше 82,5 килограммов (тяжёлый вес). На этих играх был введён регламент, в соответствии с которым борец получал в схватках штрафные баллы. Набравший 5 штрафных баллов спортсмен выбывал из турнира. В тяжёлом весе борьбу вели 15 борцов
Йозеф Урбан безоговорочно победил в первых трёх встречах, но в четвёртой был туширован на тот момент двукратным серебряным призёром олимпийских игр и будущим чемпионом этих игр Рудольфом Свенссоном. В следующей встрече Урбан уступил, и набрав более пяти штрафных баллов, из турнира выбыл, оставшись на пятом месте.
| Выступление на Олимпийских играх 1928 года | Выступление на Олимпийских играх 1928 года | Выступление на Олимпийских играх 1928 года | Выступление на Олимпийских играх 1928 года | Выступление на Олимпийских играх 1928 года | Выступление на Олимпийских играх 1928 года | Выступление на Олимпийских играх 1928 года |
| Круг                                       | Соперник                                   | Страна                                     | Результат                                  | Баллы                                      | Всего баллов                               | Время схватки                              |
| ------------------------------------------ | ------------------------------------------ | ------------------------------------------ | ------------------------------------------ | ------------------------------------------ | ------------------------------------------ | ------------------------------------------ |
| 1                                          | Густав Колперт                             | Бельгия                                    | Победа Туше                                | 0                                          | 0                                          |                                            |
| 2                                          | Якоб Симонис                               | Нидерланды                                 | Победа Туше                                | 0                                          | 0                                          |                                            |
| 3                                          | Алеардо Донати                             | Италия                                     | Победа Туше                                | 0                                          | 0                                          |                                            |
| 4                                          | Рудольф Свенссон                           | Италия                                     | Поражение Туше                             | -3                                         | -3                                         |                                            |
| 5                                          | Ойген Висбергер                            | Австрия                                    | Победа По очкам                            | -3                                         | -6                                         |                                            |

Йозеф Урбан

В 1929 году вновь завоевал бронзовую медаль чемпионата Европы.
В Лос-Анджелес поехал на средства, собранные коллегами по полиции. На Летних Олимпийских играх 1932 года в Лос-Анджелесе боролся в весовой категории свыше 82,5 килограммов (тяжёлый вес). Регламент турнира оставался прежним. В тяжёлом весе борьбу вели всего 5 борцов.
Йозеф Урбан в первой же встрече проиграл двукратному олимпийскому чемпиону Карлу Вестергрену. Во втором круге, который Урбан пропускал, Вестергрен неожиданно проиграл Георгу Герингу, что выводило Геринга в число претендентов на золотую медаль, и соответственно ставило под вопрос очередное чемпионство Вестергрена. Но в третьем круге Йозеф Урбан также неожиданно победил Геринга, в результате чего Геринг выбыл из соревнований, набрав пять штрафных баллов (по одному за две победы по очкам и три за поражение) что вернуло шансы на победу Вестергрену. К финальному раунду лидировал Николаус Хиршль, имевший всего 3 штрафных балла, на втором месте оставался Вестергрен (победивший Хиршля) с 4 баллами, а на третьем был Йозеф Урбан, тоже с 4 баллами, но проигравший Вестергрену. Таким образом, судьба золотой медали решалась во встрече Урбана и Хиршля. В случае, если Хиршль побеждал чисто, он с тремя баллами оставался бы на первом месте, далее располагались бы Вестергрен и Урбан. В случае, если Хиршль побеждал по очкам, тогда он с 4 баллами как проигравший Вестергрену, занял бы второе место, а Вестергрен первое. Но Йозеф Урбан нарушил все эти планы, тушировав на 11 минуте схватки Хиршля. Своим выступлением чешский борец обеспечил себе серебряную медаль, а Карлу Вестергрену — звание трёхкратного чемпиона олимпийских игр, причём дважды, победив Геринга и победив Хиршля.
| Выступление на Олимпийских играх 1932 года | Выступление на Олимпийских играх 1932 года | Выступление на Олимпийских играх 1932 года | Выступление на Олимпийских играх 1932 года | Выступление на Олимпийских играх 1932 года | Выступление на Олимпийских играх 1932 года | Выступление на Олимпийских играх 1932 года |
| Круг                                       | Соперник                                   | Страна                                     | Результат                                  | Баллы                                      | Всего баллов                               | Время схватки                              |
| ------------------------------------------ | ------------------------------------------ | ------------------------------------------ | ------------------------------------------ | ------------------------------------------ | ------------------------------------------ | ------------------------------------------ |
| 1                                          | Карл Вестергрен                            | Швеция                                     | Поражение По очкам                         | -3                                         | -3                                         |                                            |
| 2                                          |                                            |                                            |                                            |                                            |                                            |                                            |
| 3                                          | Георг Геринг                               | Германия                                   | Победа По очкам                            | -1                                         | -4                                         |                                            |
| Финал                                      | Николаус Хиршль                            | Австрия                                    | Победа Туше                                |                                            |                                            | 10:31                                      |

После завершения карьеры стал работать тренером и работал им до смерти в 1968 году.